# شب‌پره شمشاد
شب‌پره شمشاد (نام علمی: Cydalima perspectalis) نام یک گونه از تیره علف‌بیدان است.
شب‌پره شمشاد بومی آسیای شرقی و دیگر نواحی آفتی وارداتی است. لارو این حشره از گونه‌های مختلف شمشاد تزیینی و وحشی تغذیه می‌کند. این آفت در سال ۲۰۰۷ روی درختان شمشاد در آلمان و هلند و سپس در کشورهای مدیترانه و شرق اروپا و سرانجام در ترکیه گزارش شد.

## شب‌پره شمشاد در ایران
شمشاد خزری، hyrcanaPojark. 1954Buxus که به تیرهٔ Buxaceae تعلق دارد، یکی از گونه‌های نادر و همیشه سبز جنگل‌های شمال ایران است (۵). طی بررسی و بازدید به عمل آمده از جنگل‌های پارک بنفشهٔ چالوس در خرداد ماه سال ۱۳۹۵، یک گونه آفت جدید با نام علمی Cydalima perspectalis (Walker، ۱۸۵۹) که شب پرهٔ شمشاد (Box Tree Moth) نامیده می‌شود، جمع‌آوری و بر اساس منابع موجود شناسایی شد. این گونه تاکنون از ایران گزارش نشده و به عنوان گزارش جدید برای فون حشرات ایران محسوب می‌شود.
مشخصات مکان مورد بررسی: جنگل‌های پارک بنفشهٔ چالوس (مسیر چالوس – کلارآباد)، طول جغرافیایی: ̎۲۲̍۴۱ ̊۳۶، عرض جغرافیایی: ̎۰۱̍۱۸ ̊۵۱، ارتفاع از سطح دریا: ۵ تا ۱۰ متر، مساحت ۵۰۰۰۰ هکتار، با توده زیراشکوب شمشاد، تاریخ نمونه برداری: ۲۹/۳/۹۵.
تمام مراحل رشدی شب پرهٔ شمشاد (میانگین ۲۰ نمونه از هر مرحله) جمع‌آوری و مطالعه شدند. تعدادی لارو مسن (سنین ۵ و ۶) و شفیره به آزمایشگاه منتقل و برای تبدیل به شب‌پره پرورش داده شدند.
ویژگی‌های ریخت شناختی و زیستی: این شب‌پره دارای شش سن لاروی است (۳)، لاروهای جوان (سن اول) به طول حدود ۵/۰ سانتی‌متر و به رنگ زرد مایل به سبز با سر سیاه (شکل ۲)، لاروهای کامل به طول حدود ۵/۳ سانتی‌متر با رنگ زمینهٔ بدن سبز روشن با الگویی از نوارهای سیاه ضخیم و سفید باریک در طول بدن، در حاشیهٔ نوارهای سفید پشتی دارای خال‌های سیاه بزرگ با موهای سفید افراشته (شکل ۳). شفیره‌ها به طول ۵/۱ تا دو سانتی‌متر، ابتدا به رنگ سبز روشن و دارای نوارهای تیره روی سطح پشتی بدن، شفیره‌های مسن به رنگ قهوه ای با الگوی مشخصی از نوارهای قهوه ای در حاشیه‌ها (شکل ۵). در افراد بالغ عرض بدن با بال‌های باز ۵/۳ تا چهار سانتی‌متر (۱)، رنگ بدن سفید رنگین کمانی ملایم، بال‌های جلویی در حاشیهٔ خارجی با نوار قهوه ای تیرهٔ پهن و یک نوار قهوه ای تیره در حاشیهٔ کوستال و لکهٔ سفید مشخص در قسمت جلویی سلول دیسکوئیدال، بال‌های عقبی مانند بال جلویی به رنگ سفید با همان نوار در حاشیهٔ خارجی (۲) (شکل ۶). تخم‌گذاری این شب‌پره در گروه‌های ۲۰–۳ عددی در زیر برگ‌های میزبان و دارای پوششی از مواد لزج مات، تخم‌ها ابتدا زرد کم رنگ و هنگام تفریخ سیاه می‌شوند (شکل ۱). این حشره در موطن اصلی خود دارای پنج نسل در سال و در کشورهای اروپایی سه نسل در سال دارد (۱). چون این گونه اولین گزارش از این آفت مهم در ایران محسوب میشود زیست‌شناسی آن هنوز مطالعه نشده‌است.
مناطق انتشار: Cydalima perspectalis بومی شرق آسیا (هندوستان، چین، ژاپن، کره، تایوان و شرق دور روسیه) است (۴). در سال ۲۰۰۶ وارد جنوب غربی آلمان شد و تا سال ۲۰۱۵ به سرعت در سایر کشورهای اروپایی (سوئیس، هلند، انگلستان، فرانسه، اتریش، ایتالیا، بلژیک، مجارستان، رومانی، جمهوری چک، اسلواکی، اسلوونی، ترکیه و گرجستان گسترش یافت (۳). در سال ۲۰۱۶ در شمال ایران مشاهده شد.
اهمیت و خسارت: لاروهای شب پرهٔ شمشاد سبب بی برگی گیاهان میزبان می‌شوند و یک تهدید جدی برای این درختان محسوب می‌شوند. بی برگی باعث کاهش زیبایی گیاه شده و تکرار آن می‌تواند سبب مرگ گیاهان شود. لاروهای جوان از سطح زیرین برگ‌ها تغذیه کرده و اپیدرم بالایی برگ‌ها باقی می‌ماند (شکل ۷) در حالی که لاروهای سنین بالاتر از قسمت درونی برگ‌ها تغذیه کرده و فقط رگبرگ‌ها را باقی می‌گذارند (۳) (شکل ۸). وقتی بی برگی ایجاد شده با اثر خشکی و درجه حرارت بالای تابستان همپوشانی می‌کنند خطر خشک شدن درختان شمشاد اهمیت بیشتری می‌یابد (شکل ۹) [۲]